# ナラコーアテ・ケーブ国立公園

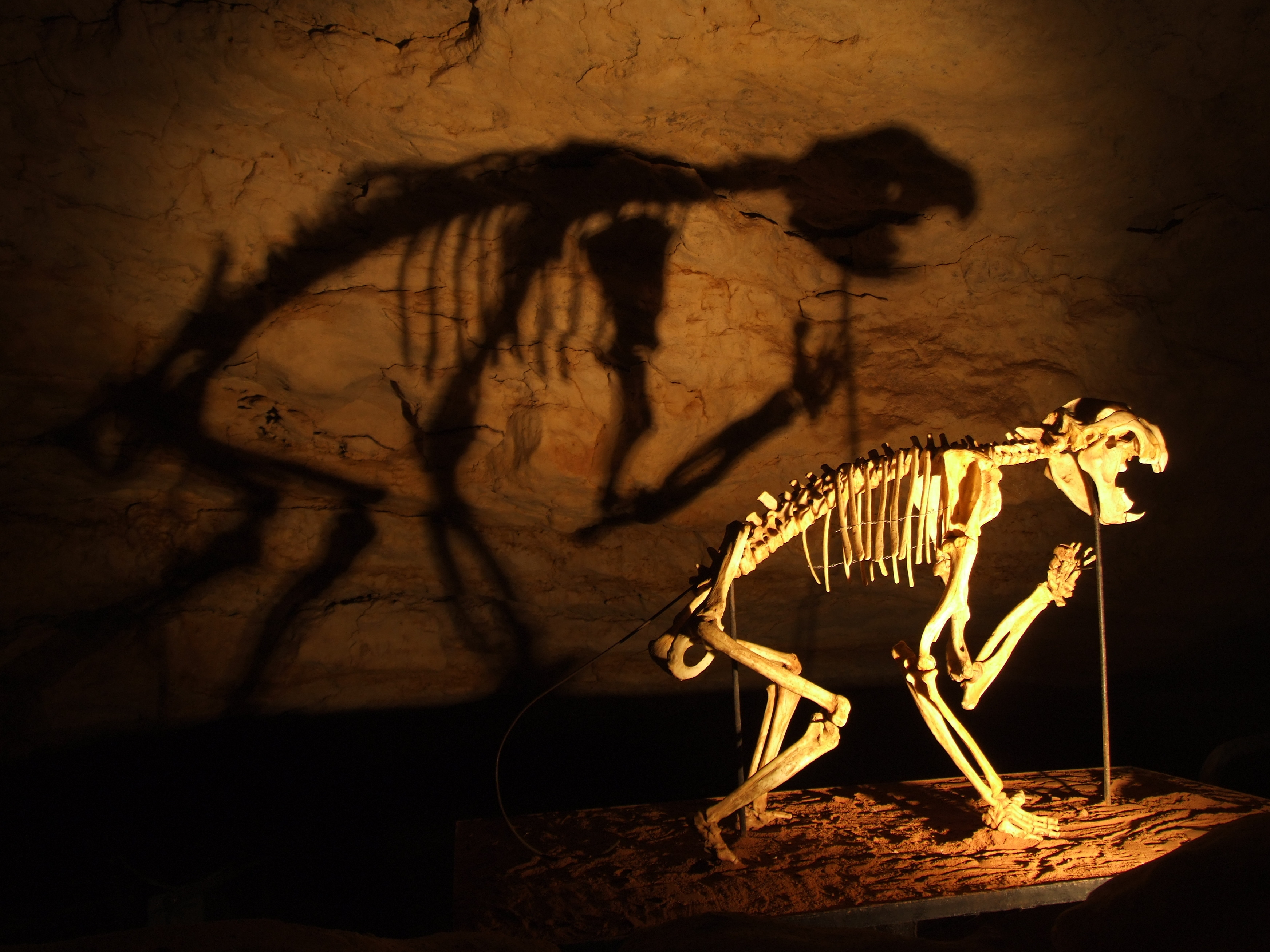
ナラコーアテ・ケーブ国立公園、ビクトリア化石洞窟のティラコレオ(Thylacoleo carnifex) 骨格。

ナラコーアテ・ケーブ国立公園（ナラコーアテ・ケーブこくりつこうえん）は南オーストラリア州南東部のライムストン・コースト地域のナラコーアテ近くの国立公園である。その広範囲な化石の記録はリヴァーズレイとともに1994年この場所が世界遺産のオーストラリアの哺乳類化石地域の一部として登録された。この公園は、3.05km2の世界遺産登録地域の中の26の洞窟を含む、6km2の植生とともに保護されている。

## 概要
国立公園内にはキャンピングカーやキャンピングトレーラが乗り入れられるオートキャンプ場を含むキャンプ場や、グループのための宿泊設備、ピクニックグラウンド、カフェが整備されている。訪問者の活動範囲は、広範囲にわたる。洞穴訪問はプロのインタープリターが非常に装飾された洞穴を通していくつかのツアーで化石を見に訪れるのを案内する。最新のテクノロジーが、毎年何千頭ものコウモリが繁殖する、訪問者に通常は到達できない洞穴を案内するために利用されている。他に洞窟探検ツアーや特別イベントがある。この地域の石灰岩は、土地が海面下にあった2億年前と2000万年前の2回にわたって珊瑚と海洋の生物によりつくられた。大地の水はそれ以来石灰岩の一部を浸食し、そしてこれらの洞穴をつくった。これらの洞穴は地面からそう遠くない位置にあり、そしてしばしば洞窟の穴が地上に貫通した。ここは化石の貴重なコレクションの源となっている。哺乳類や他の地上性生物は、地上に貫通した洞窟に落ち、逃げることが叶わずそのまま化石となった。化石記録は浸食された表土からつくられる地層に保存されている。一部の場所では、化石を含んだ沈泥は最高20メートルの厚さがある。これらの地域の一部は、よりよい年代推定および化石記録の復元方法が見つかるであろう将来の研究のために保存されている。これらの落とし穴化石はオーストラリアの大型動物相をたどる上でかなり有意義である。

## 関連項目

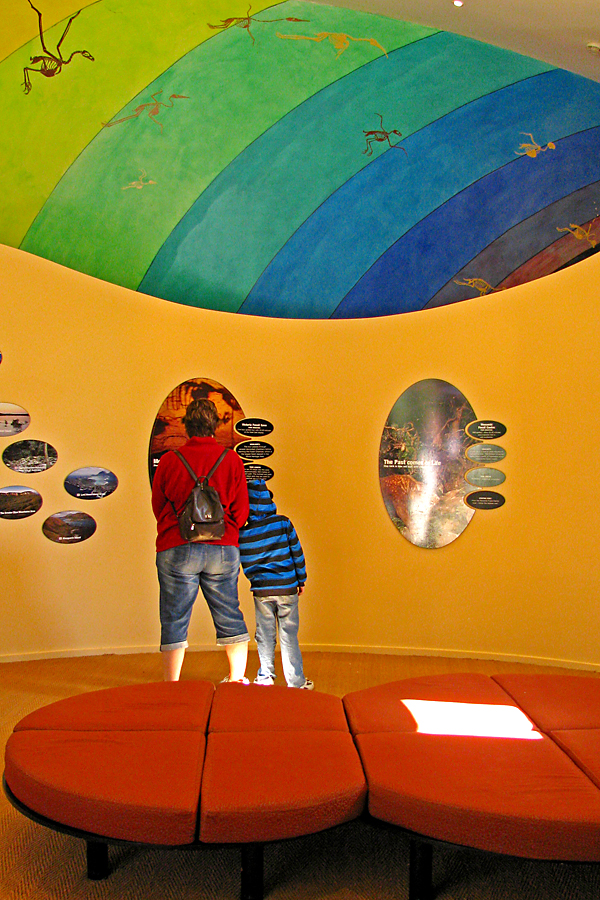
ナラコーアテ・ケーブ国立公園インフォメーションセンター